# Сунчани брег
Сунчани брег је насеље у Београду у општини Раковица. Насеље је спонтано настало као и Миљаковац 3 , са тенденцијом врло прогресивног ширења и спајања у целину са Ресником и Миљаковацем 3 . У плану је детаљна регулација. Крајем доминира једна улица Патријарха Димитрија.
У непосредној близини насеља налази се и Манастир Светог архангела Михаила (16. век) и брдо Стражевица на чијем се врху налази главни радар за подручје Београда и испод кога се налази највећа база војске Србије и некадашње војске Југославије. База је делимично напуштена, а испод брда је прокопан цивилни тунел, кроз који ће пролазити део Обилазнице око Београда.

## Галерија
- Панорама Сунчаног Брега